# 첸산산맥

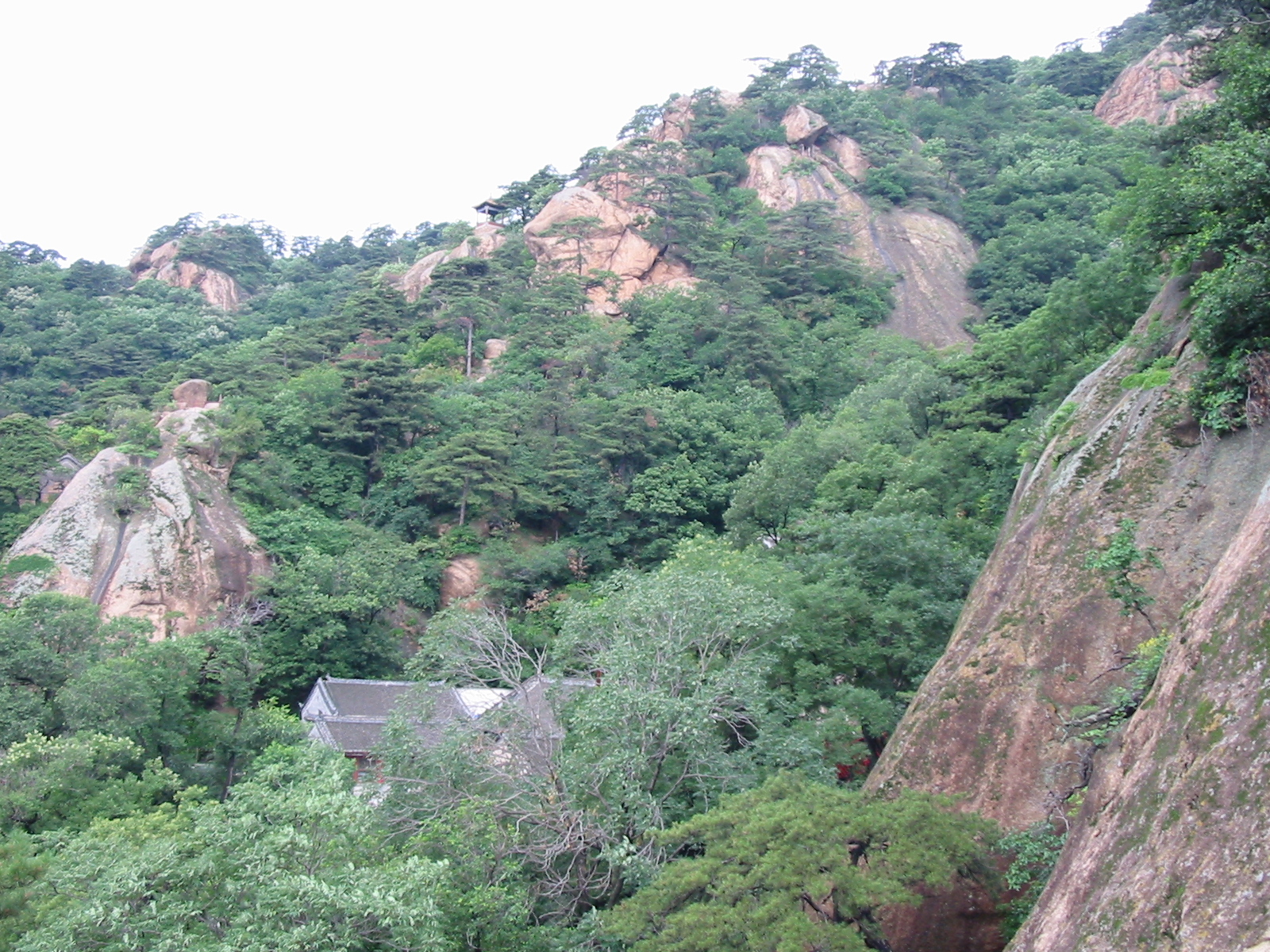

첸산산맥(천산산맥, 중국어: 千山山脈, 병음: Qiān Shān)은 창바이산맥의 지맥으로, 동쪽 지린성에서 시작해서 남서쪽으로 랴오닝성의 랴오둥반도까지 뻗은 산맥이다.
광개토대왕의 요동정복으로 고구려의 영토가 되었으며 이후 고구려는 앞으로는 요하를 뒤로는 천산산맥을 등지고 요동방어선을 형성하였다. 고구려-수 전쟁, 고구려-당 전쟁의 주요 전장이었다.

## 같이 보기
- 창바이산맥